# Linea Iga

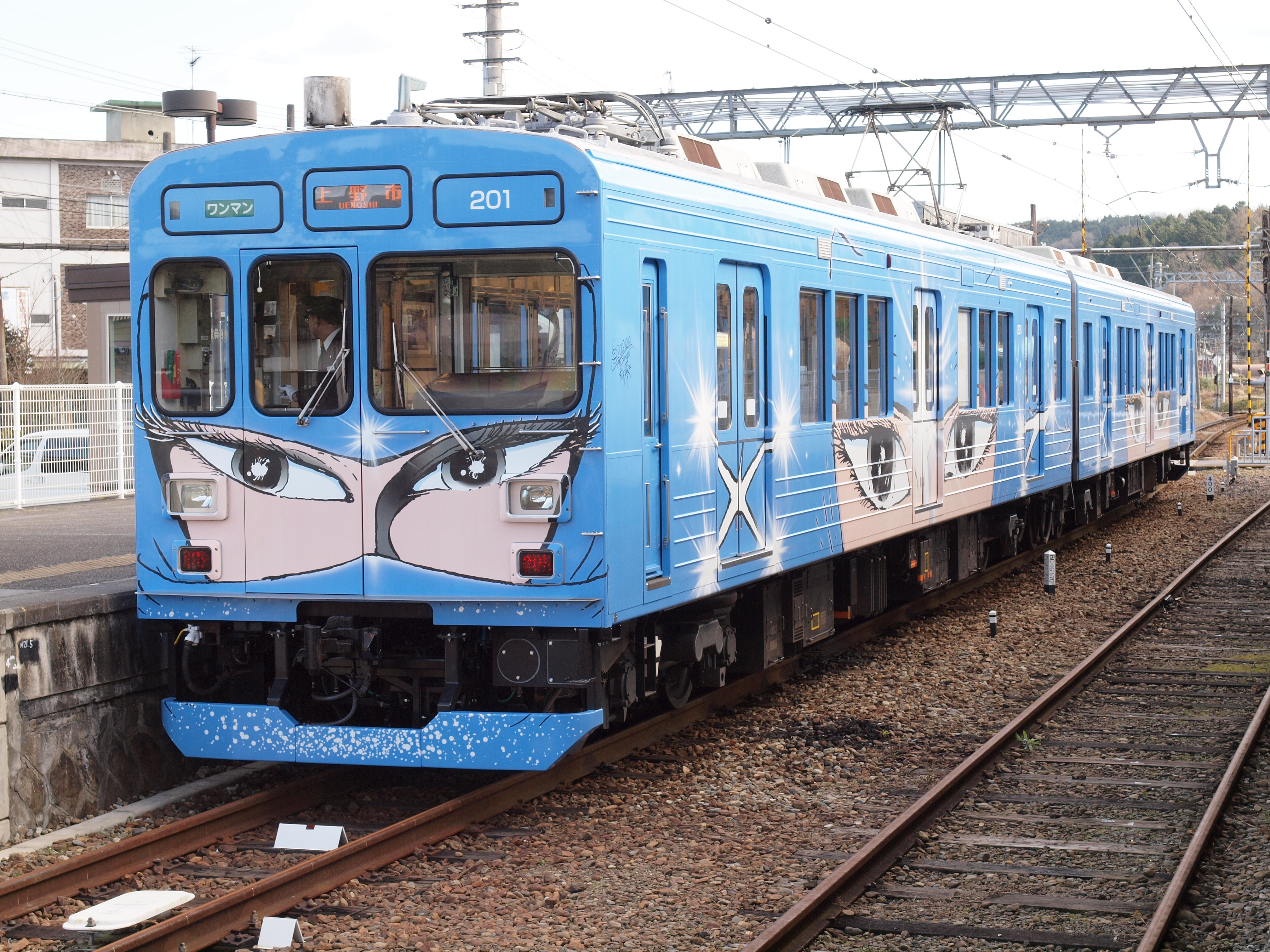
Un treno in livrea speciale

La linea Iga (伊賀線?, Iga-sen) è una ferrovia urbana situata all'interno della città di giapponese di Ueno, chiamata anche Iga, da cui il nome, nella prefettura di Mie, e i cui capolinea uniscono la linea principale Kansai della JR West e la linea Kintetsu Ōsaka.

## Caratteristiche
La linea si sviluppa per 16,6 km da sud a nord, attraversando la città di Ueno, famosa per la sua antica tradizione Ninja. A questo proposito, i treni sono stati denominati Treni Ninja (忍者列車?, Ninja Ressha) e decorati dal mangaka Leiji Matsumoto.
Lungo il suo percorso sono presenti 14 fra fermate e stazioni, capolinea inclusi, e la linea è elettrificata in corrente continua a 1500 V con catenaria.

## Servizi
La ferrovia è divisa in due segmenti di esercizio alla stazione di Uenoshi, con una frequenza di un treno ogni 20-40 minuti a seconda della fascia oraria. Non sono presenti servizi rapidi o espressi.

## Stazioni

Mappa del percorso

- Tutte le stazioni si trovano nella città di Ueno nella prefettura di Mie.

| Stazione  | Giapponese | Dist. interst. | Dist. totale | Collegamenti            |
| --------- | ---------- | -------------- | ------------ | ----------------------- |
| Iga-Ueno  | 伊賀上野   | -              | 0.0          | Linea principale Kansai |
| Nii       | 新居       | 0.8            | 0.8          |                         |
| Nishi-Ōte | 西大手     | 2.5            | 3.3          |                         |
| Uenoshi   | 上野市     | 0.6            | 3.9          |                         |
| Hirokōji  | 広小路     | 0.5            | 4.4          |                         |
| Kayamachi | 茅町       | 0.6            | 5.0          |                         |
| Kuwamachi | 桑町       | 0.8            | 5.8          |                         |
| Idamichi  | 猪田道     | 2.2            | 8.0          |                         |
| Ichibe    | 市部       | 1.2            | 9.2          |                         |
| Inako     | 依那古     | 1.4            | 10.6         |                         |
| Maruyama  | 丸山       | 1.3            | 11.9         |                         |
| Uebayashi | 上林       | 1.1            | 13.0         |                         |
| Hido      | 比土       | 2.6            | 15.6         |                         |
| Iga-Kambe | 伊賀神戸   | 1.0            | 16.6         | Linea Kintetsu Ōsaka    |